# Artix (Pyrénées-Atlantiques)
Pour les articles homonymes, voir Artix.
Artix (prononcé [aʁtiks]) est une commune française, située dans le département des Pyrénées-Atlantiques en région Nouvelle-Aquitaine.

## Géographie

### Localisation
La commune d'Artix se trouve dans le département des Pyrénées-Atlantiques, en région Nouvelle-Aquitaine.
Elle se situe à 27 km par la route de Pau, préfecture du département
.
La commune est par ailleurs ville-centre du bassin de vie d'Artix.
Les communes les plus proches sont : 
Serres-Sainte-Marie (2,4 km), Bésingrand (2,9 km), Noguères (3,5 km), Labastide-Cézéracq (3,5 km), Mourenx (3,6 km), Pardies (3,7 km), Os-Marsillon (3,7 km), Labastide-Monréjeau (3,8 km).
Sur le plan historique et culturel, Artix fait partie de la province du Béarn, qui fut également un État et qui présente une unité historique et culturelle à laquelle s’oppose une diversité frappante de paysages au relief tourmenté.

### Communes limitrophes
Les communes limitrophes sont Bésingrand, Labastide-Cézéracq, Labastide-Monréjeau, Os-Marsillon, Pardies, Serres-Sainte-Marie et Lacq.
| Lacq         | Serres-Sainte-Marie |                     |
| Os-Marsillon | Artix               | Labastide-Monréjeau |
| Pardies      | Bésingrand          | Labastide-Cézéracq  |

### Hydrographie

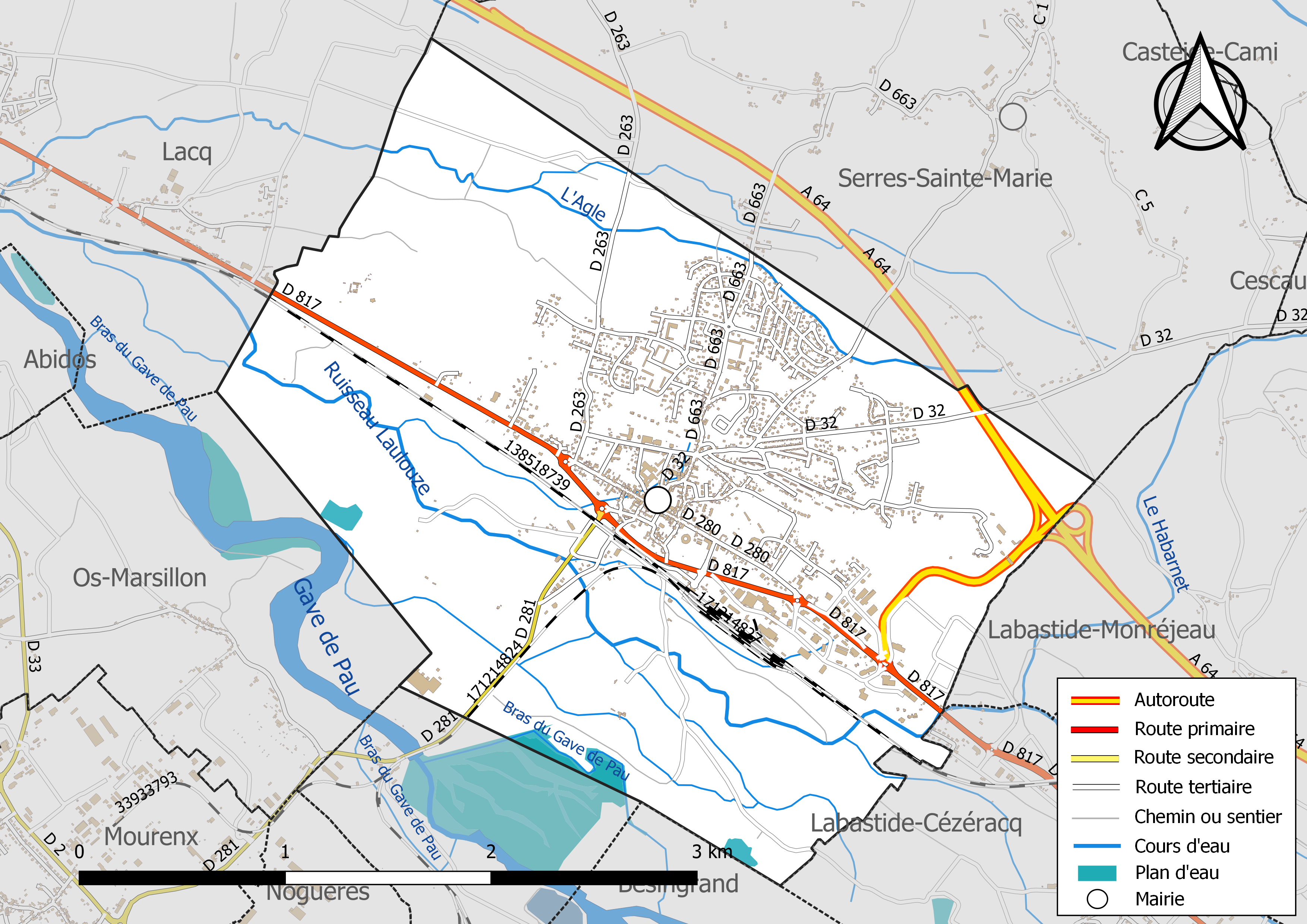
Réseaux hydrographique et routier d'Artix.

La commune est drainée par le Laulouze, L'Agle, un bras du gave de Pau et par divers petits cours d'eau, constituant un réseau hydrographique de 17 km de longueur totale,.
Le Laulouze, d'une longueur totale de 15,3 km, prend sa source dans la commune de Denguin et s'écoule vers le nord-ouest. Il traverse la commune et se jette dans le gave de Pau à Lacq, après avoir traversé 6 communes.

### Climat
Pour des articles plus généraux, voir Climat de la Nouvelle-Aquitaine et Climat des Pyrénées-Atlantiques.
Historiquement, la commune est exposée à un climat de montagne.
En 2020, Météo-France publie une typologie des climats de la France métropolitaine dans laquelle la commune est toujours exposée à un climat de montagne et est dans la région climatique Pyrénées atlantiques, caractérisée par une pluviométrie élevée (>1 200 mm/an) en toutes saisons, des hivers très doux (7,5 °C en plaine) et des vents faibles.
Pour la période 1971-2000, la température annuelle moyenne est de 13,5 °C, avec une amplitude thermique annuelle de 14,1 °C. Le cumul annuel moyen de précipitations est de 1 207 mm, avec 11,6 jours de précipitations en janvier et 8,4 jours en juillet. Pour la période 1991-2020, la température moyenne annuelle observée sur la station météorologique la plus proche, située sur la commune de Monein à 9 km à vol d'oiseau, est de 14,2 °C et le cumul annuel moyen de précipitations est de 1 228,6 mm,. Pour l'avenir, les paramètres climatiques de la commune estimés pour 2050 selon différents scénarios d’émission de gaz à effet de serre sont consultables sur un site dédié publié par Météo-France en novembre 2022.

### Milieux naturels et biodiversité

#### Réseau Natura 2000
Le réseau Natura 2000 est un réseau écologique européen de sites naturels d'intérêt écologique élaboré à partir des Directives « Habitats » et « Oiseaux », constitué de zones spéciales de conservation (ZSC) et de zones de protection spéciale (ZPS).
Un site Natura 2000 a été défini sur la commune au titre de la « directive Habitats », : 
- le « gave de Pau », d'une superficie de 8 194 ha, un vaste réseau hydrographique avec un système de saligues[Note 4] encore vivace[18] et une au titre de la « directive Oiseaux »[17],[Carte 3] :
- le « barrage d'Artix et saligue du gave de Pau », d'une superficie de 3 360 ha, une vaste zone allongée bordant les saligues du gave[Note 4], et incluant des terres agricoles et urbaines en amont d'un barrage[19].

#### Zones naturelles d'intérêt écologique, faunistique et floristique
L’inventaire des zones naturelles d'intérêt écologique, faunistique et floristique (ZNIEFF) a pour objectif de réaliser une couverture des zones les plus intéressantes sur le plan écologique, essentiellement dans la perspective d’améliorer la connaissance du patrimoine naturel national et de fournir aux différents décideurs un outil d’aide à la prise en compte de l’environnement dans l’aménagement du territoire.
Une ZNIEFF de type 1 est recensée sur la commune, : 
le « lac d'Artix et les saligues aval du gave de pau » (779,72 ha), couvrant 12 communes du département et une ZNIEFF de type 2,, : 
le « réseau hydrographique du gave de Pau et ses annexes hydrauliques » (3 000,84 ha), couvrant 71 communes dont 10 dans les Landes, 59 dans les Pyrénées-Atlantiques et 2 dans les Hautes-Pyrénées.

## Urbanisme

### Typologie
Au 1er janvier 2024, Artix est catégorisée bourg rural, selon la nouvelle grille communale de densité à sept niveaux définie par l'Insee en 2022.
Elle appartient à l'unité urbaine d'Artix, une unité urbaine monocommunale constituant une ville isolée,. Par ailleurs la commune fait partie de l'aire d'attraction de Pau, dont elle est une commune de la couronne,. Cette aire, qui regroupe 227 communes, est catégorisée dans les aires de 200 000 à moins de 700 000 habitants,.

### Occupation des sols

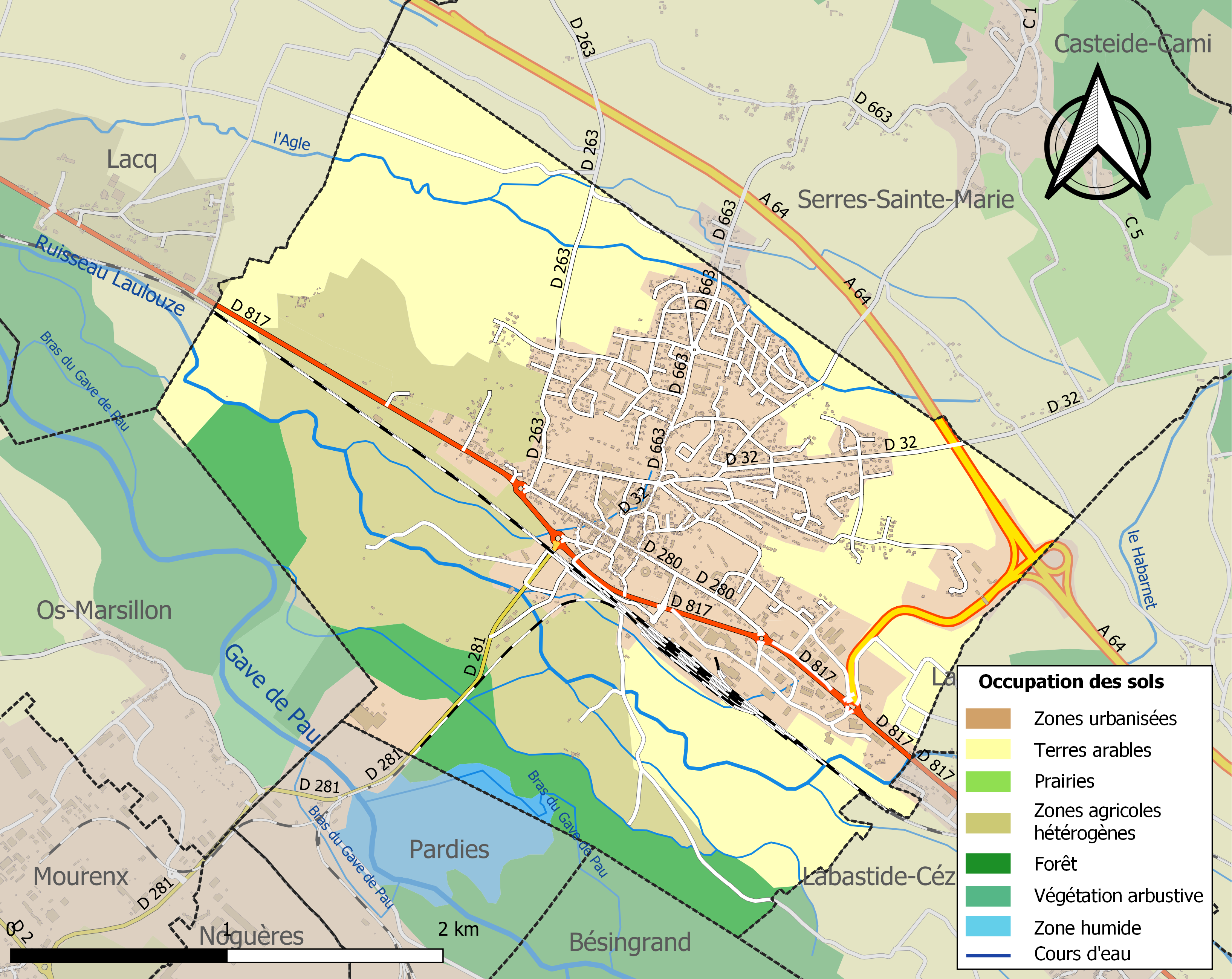
Carte des infrastructures et de l'occupation des sols de la commune en 2018 (CLC).

L'occupation des sols de la commune, telle qu'elle ressort de la base de données européenne d’occupation biophysique des sols Corine Land Cover (CLC), est marquée par l'importance des territoires agricoles (59,5 % en 2018), en diminution par rapport à 1990 (65,9 %). La répartition détaillée en 2018 est la suivante : 
terres arables (36,5 %), zones agricoles hétérogènes (23,1 %), zones urbanisées (21,5 %), forêts (9,3 %), zones industrielles ou commerciales et réseaux de communication (9 %), eaux continentales (0,5 %). L'évolution de l’occupation des sols de la commune et de ses infrastructures peut être observée sur les différentes représentations cartographiques du territoire : la carte de Cassini (XVIIIe siècle), la carte d'état-major (1820-1866) et les cartes ou photos aériennes de l'IGN pour la période actuelle (1950 à aujourd'hui).

### Lieux-dits et hameaux
- Près l'Agle[6]
- Auta[6]
- les Baigts[6]
- Baradat[6]
- Bernata[6]
- Cabille[6]
- Cambayou[6]
- Camous[6]
- Campagnolle[6]
- Candaus[6]
- la Castanhère (château)[6]
- le Castérot[6]
- Cité[6]
- Cortigue[6]
- Cuyala (Cor de)[6]
- les Esquirous[6]
- Geil[6]
- les Grabes[6]
- Labourdette[6]
- Cap de Lalanne[6]
- Larrecq[6]
- Larrieu-Lôme[6]
- Lauguère[6]
- Laviecave[6],[28]
- Lavignasse[6]
- Lavigne[6]
- le Moulin[6]
- Pendix[6]
- le Plateau[6]
- Pondix[6]
- Pont Mayou[6]
- Porte Neuve[6]
- Poumetche[6]
- Rémy[6]
- Rey[6]
- Saligot[6]
- Sarrailla[6]
- Taulat[6]
- Toch[6]

### Voies de communication et transports
La commune est dotée d'une gare SNCF, gare d'Artix, desservie par le réseau TER Nouvelle-Aquitaine
Artix est également desservie par le réseau d'autocars interurbains des Pyrénées-Atlantiques :
- Pau — Rue Mathieu Lalanne ⥋ Orthez — Gare SNCF
- Pau — Centre Hospitalier ⥋ Mourenx — Canastel

### Risques majeurs
Le territoire de la commune d'Artix est vulnérable à différents aléas naturels : météorologiques (tempête, orage, neige, grand froid, canicule ou sécheresse), inondations et séisme (sismicité modérée). Il est également exposé à deux risques technologiques, le transport de matières dangereuses et  le risque industriel, et à un risque particulier : le risque de radon. Un site publié par le BRGM permet d'évaluer simplement et rapidement les risques d'un bien localisé soit par son adresse soit par le numéro de sa parcelle.

#### Risques naturels
La commune fait partie du territoire à risques importants d'inondation (TRI) de Pau, regroupant 34 communes concernées par un risque de débordement du gave de Pau, un des 18 TRI qui ont été arrêtés fin 2012 sur le bassin Adour-Garonne. Les événements antérieurs à 2014 les plus significatifs sont les crues de 1800, crue la plus importante enregistrée à Orthez (H = 15,42 m au pont d'Orthez), du 23 juin 1875, exceptionnelle par son ampleur géographique, des 27 et 28 octobre 1937, la plus grosse crue enregistrée à Lourdes depuis 1875, du 3 février 1952, du 27 janvier 1972 (10,46 m à Orthez pour Q = 725 m3/s), du 28 novembre 1974, du 1er juin 1978 (3,40 m à Rieulhès pour Q = 504 m3/s) et du 19 juin 2013. Des cartes des surfaces inondables ont été établies pour trois scénarios : fréquent (crue de temps de retour de 10 ans à 30 ans), moyen (temps de retour de 100 ans à 300 ans) et extrême (temps de retour de l'ordre de 1 000 ans, qui met en défaut tout système de protection). La commune a été reconnue en état de catastrophe naturelle au titre des dommages causés par les inondations et coulées de boue survenues en 1982, 1983, 2008, 2009 et 2018,.

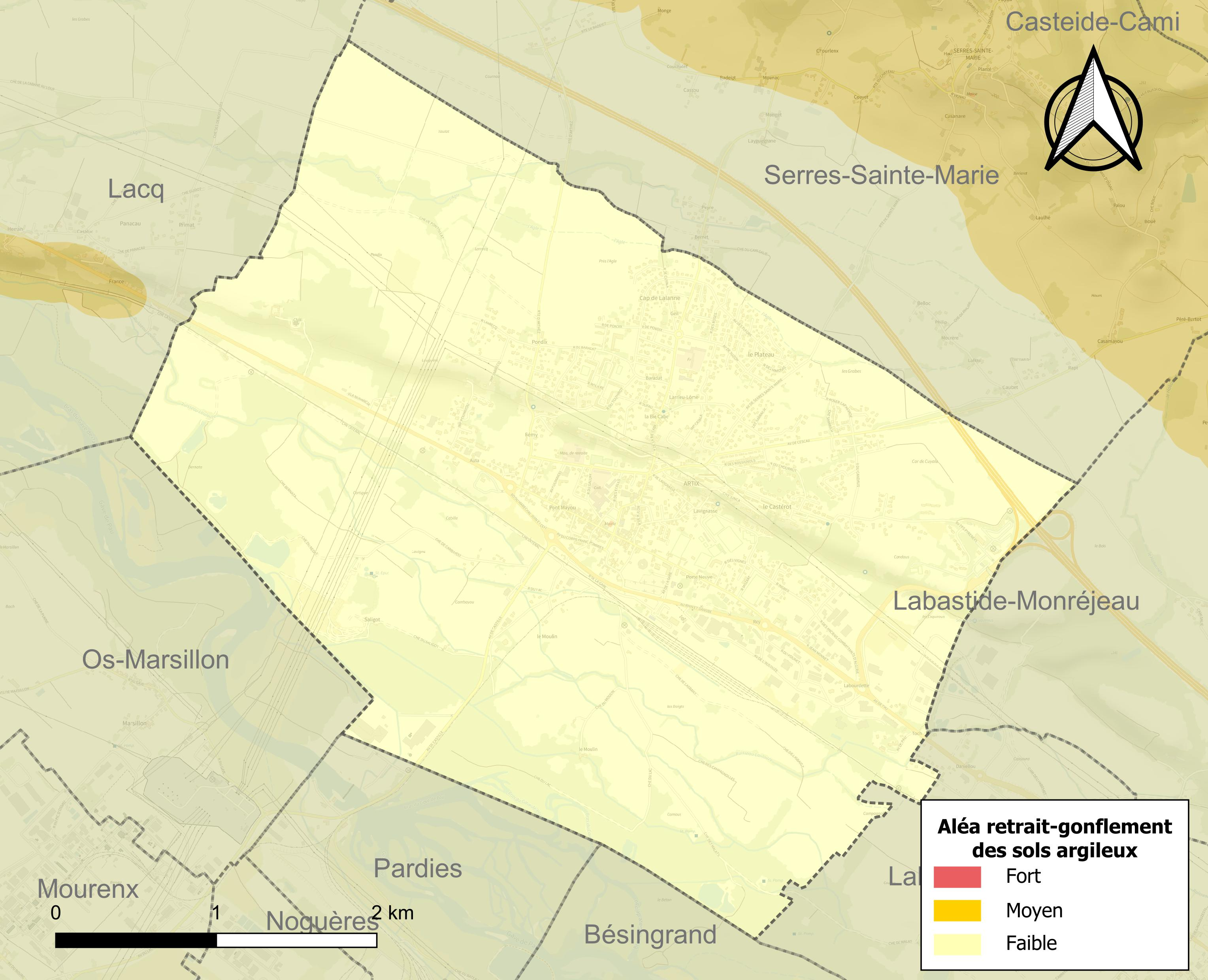
Carte des zones d'aléa retrait-gonflement des sols argileux d'Artix.

Le retrait-gonflement des sols argileux est susceptible d'engendrer des dommages importants aux bâtiments en cas d’alternance de périodes de sécheresse et de pluie. Aucune partie du territoire de la commune n'est en aléa moyen ou fort (59 % au niveau départemental et 48,5 % au niveau national). Depuis le 1er octobre 2020, en application de la loi ELAN, différentes contraintes s'imposent aux vendeurs, maîtres d'ouvrages ou constructeurs de biens situés dans une zone classée en aléa moyen ou fort,.

#### Risque technologique
La commune est exposée au risque industriel, car elle est dans le périmètre du plan de prévention des risques technologiques (PPRT) de la plateforme industrielle de Pardies approuvé le 15 avril 2015, autour des établissements Yara et Alfi, des entreprises soumises à la directive européenne SEVESO classées seuil haut,,.

#### Risque particulier
Dans plusieurs parties du territoire national, le radon, accumulé dans certains logements ou autres locaux, peut constituer une source significative d’exposition de la population aux rayonnements ionisants. Selon la classification de 2018, la commune d'Artix est classée en zone 2, à savoir zone à potentiel radon faible mais sur lesquelles des facteurs géologiques particuliers peuvent faciliter le transfert du radon vers les bâtiments.

## Toponymie
Le toponyme Artix apparaît sous les formes 
Artits (1286), 
Artics (XIIIe siècle, fors de Béarn), 
Artidz (1350, notaires de Pardies), 
Artitz (1385, censier de Béarn), 
Arthitz (1440, censier de la Bastide-Monréjau), Artixs (1538, réformation de Béarn), 
Artix en 1583, dans la réformation de Béarn, et à nouveau sur la carte de Cassini (fin XVIIIe siècle).
Son nom béarnais est Artics. Michel Grosclaude indique que le toponyme Artix pourrait être formé du radical méditerranéen arte (« chêne vert » puis « broussailles »), et du suffixe collectif et locatif basque -itz. Il propose donc le sens « végétation de broussaille ».
Selon Gaston Bazalgues, le toponyme Artix partirait d'une base aquitaine, basque arto devenue artiga en occitan qui désigne le chêne vert.
Une autre hypothèse avancée par Ernest Nègre et reprise par Jacques Astor est celle d'une forme masculine de l'occitan artiga, « terre défrichée », au pluriel donnant Artits  en 1286, comme pour la commune homonyme Artix en Ariège qui est attestée Artizum en 960.
Laviecave est un hameau, déjà mentionné en 1863 par le dictionnaire topographique Béarn-Pays basque, dont l’auteur, Paul Raymond, recommande la graphie La Vie-Cave, c’est-à-dire la voie ou le chemin creux, la via cava.

## Histoire
En 1385, Artix était un petit village comptant seulement 10 feux fiscaux groupés autour de son église. En 1880, Cette ancienne église est démolie et la nouvelle est inaugurée en 1899.
Le village devient une cité active à la suite de la création sous Henri IV de la voie royale, qui devient ensuite la voie impériale 117, puis la route nationale 117. Ce désenclavement permet au marché d’Artix de se développer, et à la ville de prendre de l’importance.
Paul Raymond note qu'Artix dépendait du bailliage de Pau.
La commune est desservie par le chemin de fer en 1863-1864 avec la mise en service de la ligne de Toulouse à Bayonne par la compagnie du Midi.
Le développement de la commune a été influencé par l'exploitation du gisement de gaz de Lacq à partir de 1957 et la mise en service de la centrale électrique d'Artix alimentée par le gaz naturel, qui « fait tourner à son tour une usine d'aluminium, se transforme encore en méthanol, en chlorure de vinyle, en polyéthylène », comme l'indique la croissance de la population révélée par les chiffres du recensement.

## Politique et administration

### Intercommunalité
Artix était membre du « District de la zone de Lacq », avec 16 autres communes. Cette structure se transforme en communauté de communes, un établissement public de coopération intercommunale (EPCI) à fiscalité propre, le 15 juin 2000 qui prend la dénomination de communauté de communes de Lacq.
Celle-ci fusionne avec sa voisine pour former, le 1er janvier 2014, la communauté de communes de Lacq-Orthez, dont la commune est désormais membre.
La commune est également membre en 2020 des structures intercommunales suivante :
- le syndicat d'énergie des Pyrénées-Atlantiques ;
- le syndicat mixte  eau et assainissement des trois cantons
- le SIVU de l'Agle et de l'Aulouze ;
- l'Agence publique de gestion locale

### Tendances politiques et résultats
Lors du premier tour des élections municipales de 2020 dans les Pyrénées-Atlantiques, la liste menée par le maire sortant Jean-Marie Bergeret-Tercq remporte largement le scrutin, avec 974 voix et 71,15 % des suffrages exprimés, devançant la liste menée par Christine Roussel, qui a obtenu 395 voix (28,85 %), lors d'un scrutin marqué par 42,37 % d'abstention

### Liste des maires
| Période                                  | Période                        | Identité                  | Étiquette             | Qualité |
| ---------------------------------------- | ------------------------------ | ------------------------- | --------------------- | --- |
| Les données manquantes sont à compléter. |                                |                           |                       | |
|                                          |                                | Pierre Casanouve          | RG                    | Médecin Conseiller général d'Arthez-de-Béarn (1934 → 1939) |
| Les données manquantes sont à compléter. |                                |                           |                       | |
|                                          | mai 1960                       | Albert Plantier           |                       | Médecin, ancien médecin militaire Démissionnaire |
| mai 1960                                 | mars 1989                      | Maurice Plantier          | UNR puis UDR puis RPR | Médecin, ancien résistant Secrétaire d'État aux Anciens combattants (1978 → 1981) Député des Pyrénées-Atlantiques (2e circ) (1968 → 1981) Conseiller général d’Arthez-de-Béarn (1961 → 1979) Président du District de la zone de Lacq (1974 → 1989) |
| mars 1989                                | juin 1995                      | Raymond Elissonde         | PS                    | Professeur de sport en collège Conseiller régional d'Aquitaine (1986 → 1998) 1er vice-président du District de la zone de Lacq |
| juin 1995                                | mars 2008                      | Jean-Paul Hau-Palé        | DVD                   | |
| mars 2008                                | En cours (au 19 novembre 2020) | Jean-Marie Bergeret-Tercq | PS                    | Cadre bancaire Conseiller régional de Nouvelle-Aquitaine (2021 → ) Vice-président de la CC de Lacq-Orthez (2014 → ) Réélu pour le mandat 2020-2026,                                                                                                 |

### Jumelages
Au 20 mars 2012, Artix est jumelée avec :
- Sacedón (Espagne) depuis 1992, avec pour thématique, la culture ;
- Song-Naba (Burkina Faso) depuis 1995, avec pour thématique, l'éducation et l'enseignement.

## Population et société

### Démographie
Les habitants sont nommés les Artisiens,.
L'évolution du nombre d'habitants est connue à travers les recensements de la population effectués dans la commune depuis 1793. Pour les communes de moins de 10 000 habitants, une enquête de recensement portant sur toute la population est réalisée tous les cinq ans, les populations de référence des années intermédiaires étant quant à elles estimées par interpolation ou extrapolation. Pour la commune, le premier recensement exhaustif entrant dans le cadre du nouveau dispositif a été réalisé en 2006.

En 2022, la commune comptait 3 446 habitants, en évolution de +1,03 % par rapport à 2016 (Pyrénées-Atlantiques : +3,78 %, France hors Mayotte : +2,11 %).
| 1793 | 1800 | 1806 | 1821 | 1831 | 1836 | 1841 | 1846 | 1851 |
| ---- | ---- | ---- | ---- | ---- | ---- | ---- | ---- | ---- |
| 582  | 620  | 544  | 640  | 681  | 656  | 719  | 733  | 740  |

| 1856 | 1861 | 1866 | 1872 | 1876 | 1881 | 1886 | 1891 | 1896 |
| ---- | ---- | ---- | ---- | ---- | ---- | ---- | ---- | ---- |
| 742  | 710  | 734  | 718  | 741  | 740  | 754  | 765  | 742  |

| 1901 | 1906 | 1911 | 1921 | 1926 | 1931 | 1936 | 1946 | 1954 |
| ---- | ---- | ---- | ---- | ---- | ---- | ---- | ---- | ---- |
| 742  | 750  | 770  | 722  | 768  | 804  | 790  | 715  | 800  |

| 1962  | 1968  | 1975  | 1982  | 1990  | 1999  | 2006  | 2011  | 2016  |
| ----- | ----- | ----- | ----- | ----- | ----- | ----- | ----- | ----- |
| 2 207 | 2 932 | 3 161 | 3 332 | 3 038 | 3 122 | 3 153 | 3 529 | 3 411 |

| 2021  | 2022  | - | - | - | - | - | - | - |
| ----- | ----- | - | - | - | - | - | - | - |
| 3 440 | 3 446 | - | - | - | - | - | - | - |

### Enseignement
Artix dispose de deux écoles élémentaires (Jean-Moulin et Jean-Sarrailh) et d'un collège (collège Jean-Moulin), ainsi que d'une calandreta accueillant des enfants de maternelle et primaire.

### Vie associative
Amicale laïque d'Artix Basket.

## Économie
Artix fait l'objet d'un plan de prévention des risques technologiques, lié aux activités chimiques installées sur la commune, tout comme les villes de Bésingrand, Os-Marsillon, Noguères, Mourenx et Pardies.
Le groupe Olano possède un site à Artix, spécialisé dans le stockage et le transport du chocolat.

## Culture locale  et patrimoine

### Lieux et monuments
L'église Saint-Pierre date de la fin du XIXe siècle.

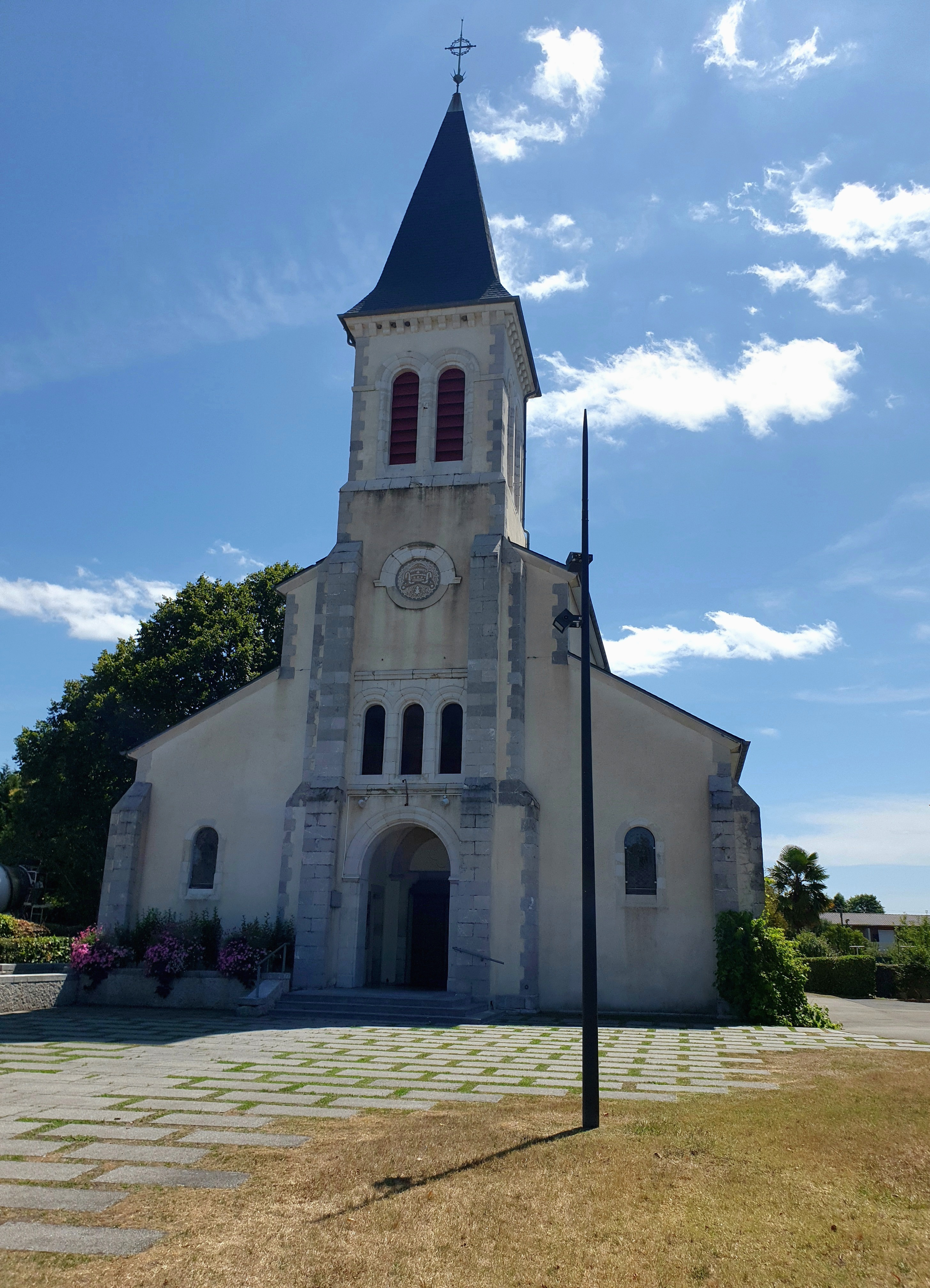
Église Saint-Pierre, le parvis et la devanture.

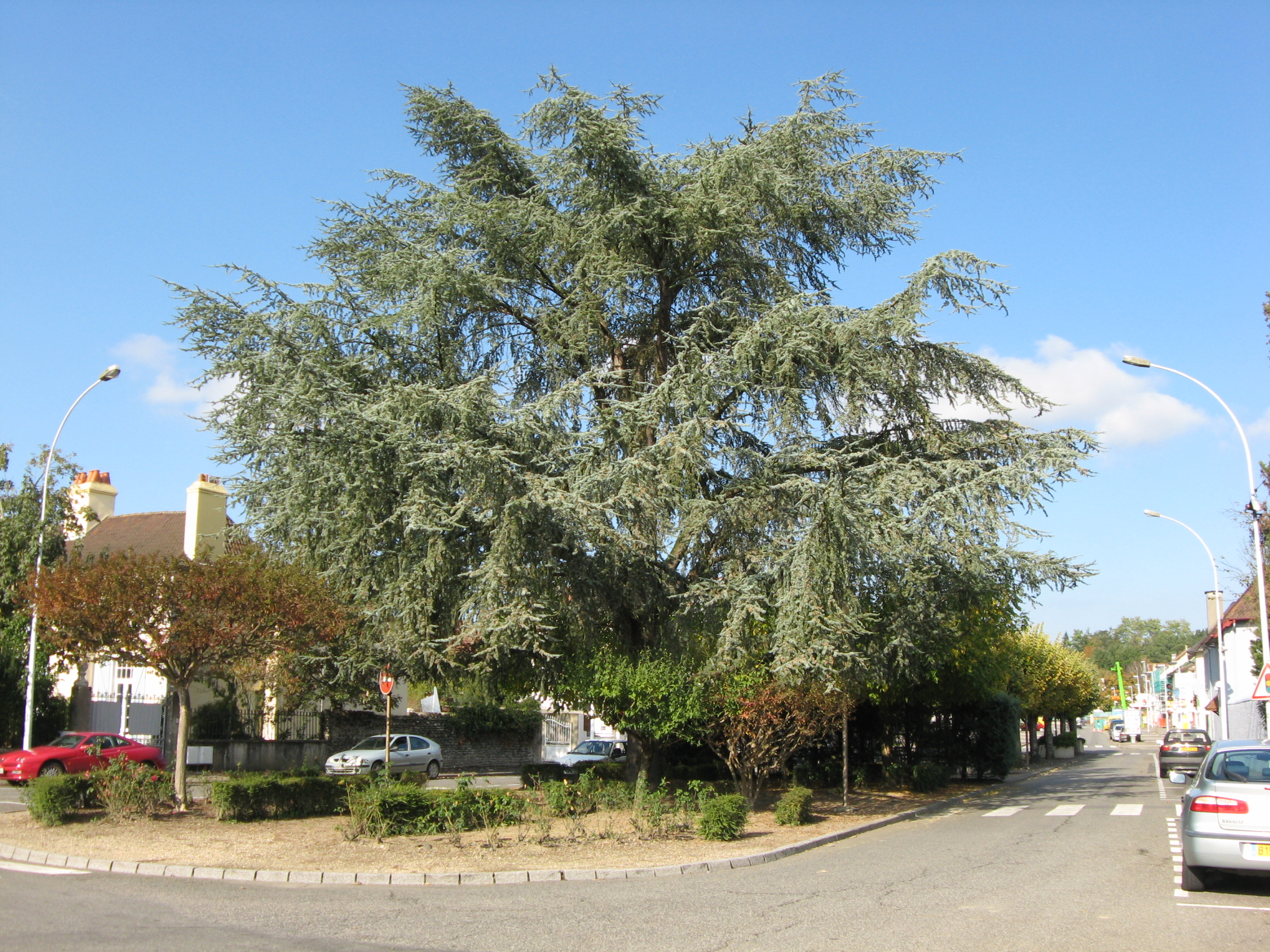
Rue de l'église.

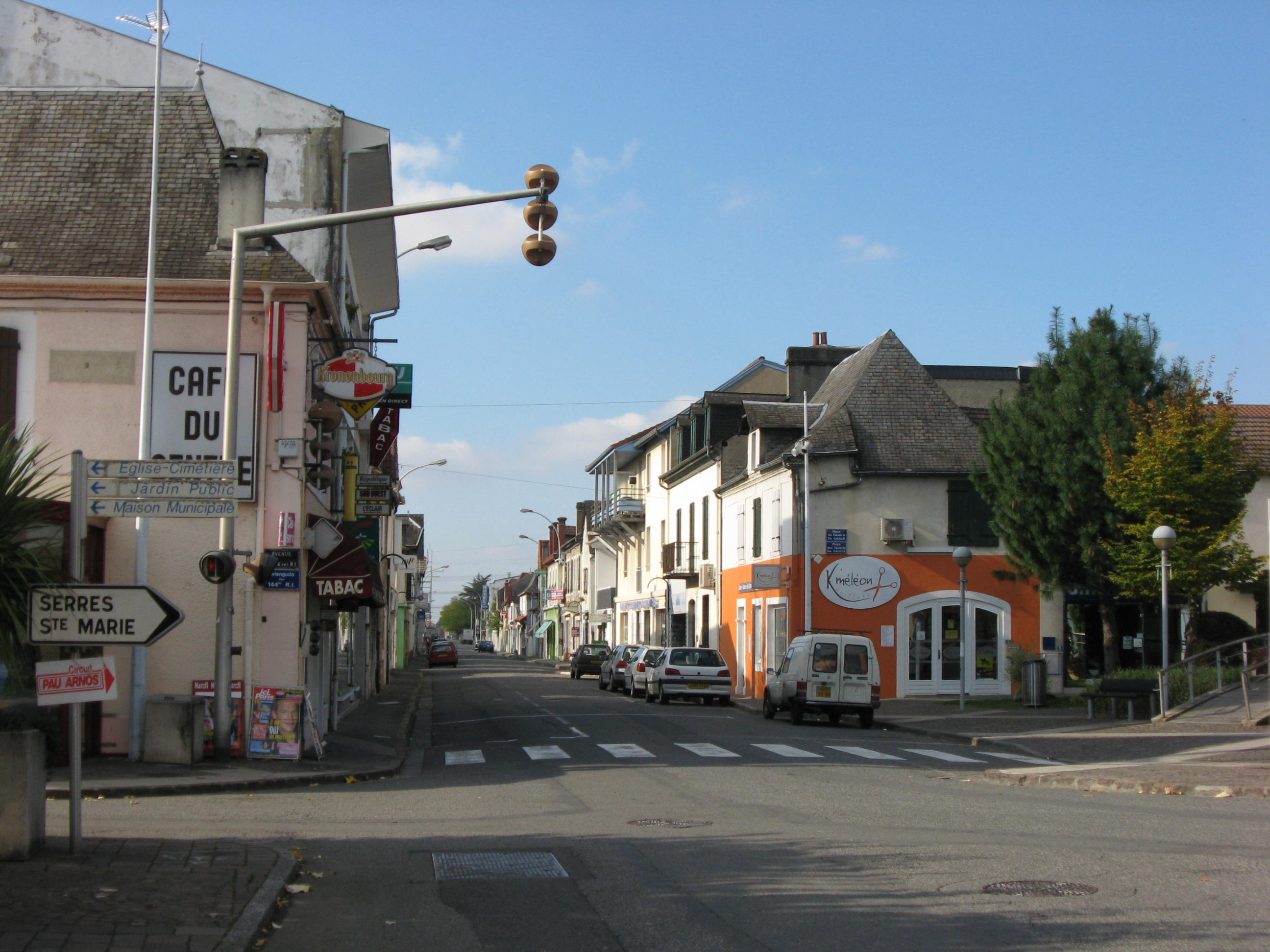
Rue principale d'Artix.

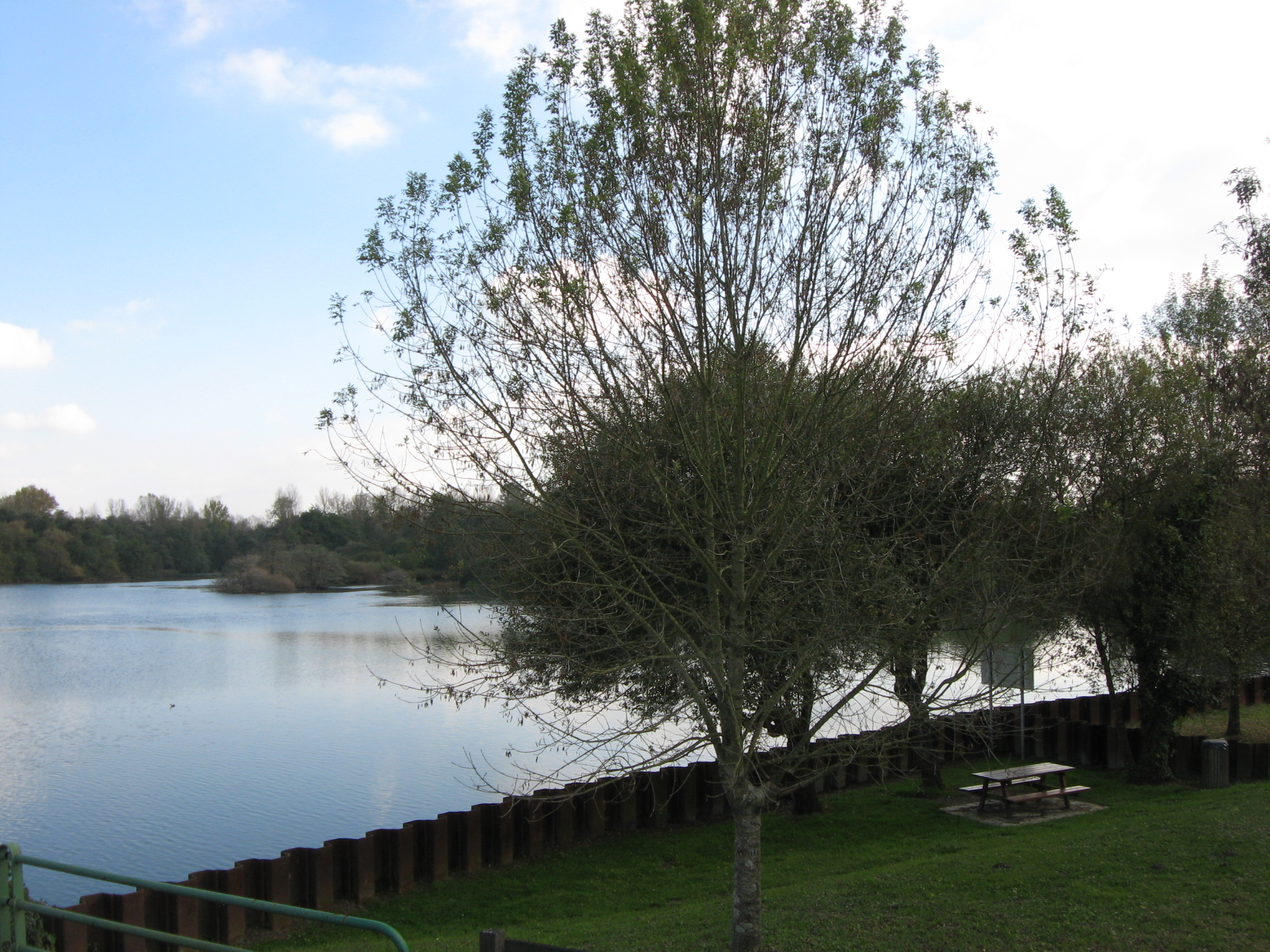
Lac sur le gave de Pau.

### Culture béarnaise et occitane
Le groupe polyphonique béarnais Los Pagalhós, créé dans les années 1970, est né à Artix.
De même, ce fut la première commune de France de plus de 3 000 habitants, à avoir mis en place une signalisation bilingue sur tout le territoire communal en occitan (béarnais gascon) / français en 2000[réf. nécessaire].
Artix accueille une école occitane, une calandreta.

### Personnalités liées à la commune
- Nicolau Rey-Bèthbéder, né en 1970 à Mourenx, est un lexicographe et écrivain de langue occitane. Il a passé son enfance et sa jeunesse à Artix.
- Jean Piqué, né en 1935, joueur de rugby à XV champion de France avec la Section paloise et international français.

### Héraldique
| Blason de Artix | Blason  | Coupé : au 1er d’azur à la montagne d’argent, au bouquet d’arbre de sinople sur une terrasse d'or pentue en barre, brochant et d'où meuvent deux cheminée d'usine d'argent, au 2e d’or à deux vaches de gueules, accolées et clarinées d’azur, l’une au-dessus de l’autre ; à la rivière d’argent ondée d'azur brochant sur la partition. |
| Blason de Artix | Détails | Le statut officiel du blason reste à déterminer. |